# 텔마니아
텔마니아(히브리어: טלמאניה)는 2001년부터 2006년까지 저녁 시간대에 어린이 교육 채널인 '아루츠 하일라딤'에서 방송되었던 애니메이션 시리즈이다.

## 등장인물
애니메이션 비디오에서는 '스프리츠, 네타냐, 펠릭스'라는 3명의 캐릭터가 등장한다. 
- 스프리츠 (성우: 토머 샤론) - 전형적인 미즈라히 유대인에 대한 고정관념인 '아라스'로 표현되는 캐릭터로, 쉽게 화를 잘 내며, 욕설과 성적인 면과 가깝다.
- 펠릭스 (성우: 토머 샤론)
- 네타냐 (성우: 시반 샤빗) - 아이들에게 도발적인 방식으로 조언하는 분홍색 머리카락의 소녀로, 풍선껌을 좋아한다.

스프리츠와 네타냐는 매우 짧은 시간 동안 방송에 자주 등장하였으며, 다양한 난이도의 퀴즈 쇼의 진행자로, 서로 다른 말을 했는데, 스프리츠는 불펑을 했고, 네타냐는 스프리츠보다는 긍정적으로 말했다.

## 방송 구성

### 1차 형식
오후 시간대 '마그넷'에서 방송된 프로그램이었다. 첫 번째 에피소드에서 약 5분 동안 진행되었으며 스프리츠의 집 거실에서 세 명의 등장인물이 TV 앞에 앉아 다양한 프로그램에 대한 줄거리 이야기, 리뷰를 하였다.
방송 후 분량이 8분에서 10분으로 연장되었으며 스프리츠의 집 거실 외에 사람이 없는 외딴 섬, 비행기와 리무진에서도 캐릭터들이 앞에 앉게 되었다.

### 2차 형식
2003년 어린이 채널의 생방송 형식을 변경하고 마그넷이 중단된 후 동시에 형식이 변경되었는데 이 저녁에 방송되는 2시간짜리 프로그램이 되었다.
첫 번째 형식의 긴 방송 대신 캐릭터들이 등장하는 1~3분 동안 지속되는 짧은 프로그램을 제공했는데 방송된 다양한 시리즈 사이의 전환 역할을 담당했다.
이는 일반적으로 나중에 방송될 작품, 시리즈에 대한 참고가 있었으며, 시리즈 사이에 방송되는 두 개의 코너가 있었다.
- 나의 네타냐 - 네타냐가 청소녀 소녀에게 도발적인 주제에 대해 조언하는 코너이다.
- 오늘의 시 - 스프리츠가 아이들과 관련 없는 문제를 다루는 짧은 이야기이다.

또한 이 형식에는 스트립과 다양한 클립에서 방송된 시리즈의 캐릭터가 등장하는 전환도 포함되었으며,  2003년 주말에는 첫 번째 형식으로 방송되었으나, 해당 방송은 2003년 말에 중단됐다.

### 3차 형식
2006년에 아루츠 하일라딤에서 일본 어린이 애니메이션 시리즈를 방송하는 '탈망가'라는 프로그램을 추가했다. 이로 인해 1시간짜리 방송으로 단축되었고, 1시간은 탈망가로 대체되었다.